# Struńce
Struńce (Mermithida) – rząd nitkowatych nicieni osiągających ponad 30 cm długości. Ich postacie larwalne pasożytują w ciałach owadów, skorupiaków, pająków, rzadziej pijawek i mięczaków. Dojrzewają w wilgotnej ziemi.

## Rodziny
- Mermithidae
- Tetradonematidae